# マーティン・ブラビンズ
マーティン・ブラビンス（Martyn Brabbins、1959年8月13日 - ）は、イギリスの指揮者。

## 経歴
ゴールドスミス・カレッジで学んだあと、サンクトペテルブルク音楽院でイリヤ・ムーシンに指揮を学んだ。1988年にリーズ指揮者コンクールで1位を受賞してから国際的な注目を浴びはじめた。これまでに、BBCスコティッシュ交響楽団の副首席指揮者（1994年 - 2005年）、チェルトナム国際音楽祭の音楽監督（2005年 - 2007年）名古屋フィルハーモニー交響楽団の常任指揮者（2013年 - 2016年）、イングリッシュ・ナショナル・オペラの音楽監督（2016年 - 2023年）を歴任している。
2025年からマルメ交響楽団の首席指揮者を務める。現代音楽の初演を数多く手がけている。
2011年7月17日のBBCプロムスで、ブライアンの交響曲第1番『ゴシック』の革新的な演奏で成功を収めた。これは、後にライヴ盤をリリースしている。